# Snysk
Snysk er en typisk sønderjysk sommerret, der laves på friske grøntsager. Gryderetten stammer fra Als, Sundeved og Angel (landskaber omkring Flensborg Fjord). Snysken varierer lidt fra øst til vest, og alene på Als findes retten i adskillige versioner. Der findes både en sønderjysk udgave (tyk snysk) og en alsisk udgave (tynd snysk). I det øvrige land kaldes retten ruskomsnusk eller rusknismusk.[kilde mangler] På tysk hedder retten Schnüüsch. Retten består blandt andet af grønne og tykke bønner, ærter, gulerødder, kålrabi, kartofler og mælk.
Desuden bruges persille og undertiden sar. Snysk kan serveres sammen med paneret flæsk, røget skinke, marineret sild eller stegte ål.